# Justice League Action
Justice League Action (2016-2018) – amerykański serial animowany. Bazowany jest na perypetiach bohaterów DC Comics, Ligi Sprawiedliwych. Producentami serialu są m.in. Jim Krieg, Butch Lukic oraz Alan Burnett. Premiera serialu w polskiej telewizji odbyła się 4 grudnia 2016 roku na kanale Cartoon Network.

## Fabuła
Superman, Batman, Wonder Woman i inni bohaterowie znani z komiksów DC Comics znów stają do walki w obronie Ziemi. W nowej, przepełnionej akcją animacji „Justice League Action” przyjdzie im zmierzyć się z największymi wrogami.
Liga Sprawiedliwości to drużyna, która każdego dnia staje do walki w obronie naszej planety. W jej skład wchodzą popularni superbohaterowie z komiksów DC Comics. W nowej animacji „Justice League Action” poza najbardziej znanymi postaciami, takimi jak Batman, Superman czy Wonder Woman pojawi się jeszcze ponad 100 bohaterów, wśród których będą waleczni herosi i podstępne czarne charaktery.
Członkowie Ligi Sprawiedliwości każdego dnia są gotowi na wielkie wyzwania. Drużynę czeka nieustająca walka z największymi wrogami, którzy władają nadprzyrodzonymi mocami i posiadają tajniki czarnej magii. Superbohaterowie staną twarzą w twarz z groźnymi przybyszami z kosmosu, a ich starcia dostarczą widzom wielu emocji.

## Obsada
- Kevin Conroy – Batman/Bruce Wayne
- Rachel Kimsey –
  - Wonder Woman/Princess Diana
  - Sis
  - Bleez
- Jason J. Lewis –
  - Superman/Clark Kent
  - General Zod
  - Desaad
  - Krypto
  - Streaky the Supercat
  - Boss Kack
  - Carmine Falcone
  - Rath
  - Biff
  - Chancellor Al-On
  - Quex-Ul
  - Dex-Starr
  - Red Tornado

i inni.

## Wersja polska
Wersja polska: MASTER FILM

Reżyseria:
- Andrzej Chudy (odc. 5-8, 10, 14-16, 19-20),
- Agata Gawrońska-Bauman (odc. 27-39)

Tłumaczenie i dialogi: Bartek Fukiet

Dźwięk:
- Karol Piwowarski (odc. 5-8, 10, 14-16, 19-20),
- Marta Bator (odc. 27-39)

Montaż:
- Jan Graboś (odc. 5-8, 10, 14-16, 19-20),
- Marta Bator (odc. 27-39)

Kierownictwo produkcji: Agnieszka Kołodziejczyk

Wystąpili:
- Jacek Rozenek – Clark Kent / Superman
- Radosław Pazura – Bruce Wayne / Batman
- Agnieszka Fajlhauer –
  - Diana Prince / Wonder Woman,
  - Amber (odc. 14)
- Waldemar Barwiński –
  - Hawkman (odc. 5, 12, 28),
  - Beef (odc. 6),
  - Jason Blood (odc. 14-15),
  - Pingwin (odc. 41),
  - Toyman (odc. 45),
  - Kosmo-taksiarz (odc. 46),
  - Billy Batson (odc. 47)
- Bartosz Wesołowski –
  - Czarny Adam (odc. 1, 4),
  - Ronald Raymond / Firestorm (odc. 6, 18, 20-21, 23, 29, 34, 39),
  - głos z restauracji (odc. 33)
- Andrzej Chudy –
  - Czarodziej (odc. 1),
  - naczelnik więzienia (odc. 2),
  - Martin Stein (odc. 6, 18, 20-21, 23, 29, 34, 39),
  - Virman Vundabar (odc. 10),
  - Merlin (odc. 14-15),
  - Perry White (odc. 35)
- Zbigniew Konopka –
  - Calythos (odc. 2),
  - Lobo (odc. 5, 19),
  - Carmine Falcone (odc. 9),
  - Grodd (odc. 29),
  - Bizarro (odc. 32),
  - Kalibak (odc. 35)
- Krzysztof Szczepaniak –
  - Jimmy Olsen (odc. 2, 35),
  - Plastic Man (odc. 4, 17, 21, 50, 52),
  - Mister Mind (odc. 5),
  - łobuz #2 (odc. 13),
  - John Constantine (odc. 30),
  - Hal Jordan / Zielona Latarnia (odc. 46, 49)
- Kinga Tabor –
  - Zatanna (odc. 7, 14-15),
  - Harley Quinn (odc. 14),
  - Królowa Hipolita (odc. 16),
  - Atena (odc. 25),
  - Barda (odc. 44),
  - Lois Lane (odc. 49)
- Marcin Troński – Lex Luthor (odc. 12, 16, 24, 33, 36, 40, 49)
- Artur Kaczmarski –
  - Kain (odc. 13),
  - Brainiac (odc. 17, 22)
- Przemysław Glapiński –
  - Steppenwolf (odc. 10),
  - Cyborg (odc. 11, 17, 19, 22)
- Mikołaj Klimek – lektor gry komputerowej (odc. 11)
- Sebastian Cybulski – Blue Beetle (odc. 9, 18)
- Janusz Wituch –
  - Nyorlath (odc. 4),
  - Kronos (odc. 9),
  - Generał Zod (odc. 18, 37),
  - Pingwin (odc. 21),
  - Desaad (odc. 28, 35),
  - Despotellis (odc. 38),
  - Mr. Mind (odc. 40),
  - Zagadka (odc. 41),
  - Wujek Dudley (odc. 47),
  - Chronos (odc. 49)
- Kamil Pruban –
  - Marsjanin (odc. 2, 32),
  - Booster Gold (odc. 3, 27, 31, 37, 42, 45, 48, 51),
  - Atom (odc. 22, 24, 28, 38)
- Robert Jarociński –
  - Etrigan (odc. 14-15),
  - Atrocitus (odc. 19)

W pozostałych rolach:
- Maksymilian Michasiów –
  - Billy Batson / Shazam (odc. 1, 4),
  - Urwis (odc. 6)
- Krzysztof Plewako-Szczerbiński –
  - Parazyt (odc. 2),
  - Abnegazar (odc. 4),
  - Toyman (odc. 11),
  - łobuz #1 (odc. 13),
  - Dwie Twarze / Harvey Dent (odc. 21),
  - Kalkulator (odc. 34),
  - policjant (odc. 35),
  - Felix Faust (odc. 39)
- Maciej Kosmala –
  - strażnik (odc. 2),
  - John Constantine (odc. 13)
- Grzegorz Kwiecień –
  - Green Arrow (odc. 3-4, 25, 31, 36, 41, 51-52),
  - Red Tornado (odc. 24),
  - Kanto (odc. 28, 35),
  - profesor Anderson (odc. 30),
  - Cyborg (odc. 42),
  - Shazam (odc. 47)
- Jacek Król –
  - Uthool (odc. 3),
  - Deadshot (odc. 21),
  - Kanjar Ro (odc. 26),
  - Darkseid (odc. 28, 35, 42, 44),
  - Atrocitus (odc. 50)
- Wojciech Żołądkowicz –
  - Cyborg (odc. 3, 26),
  - Swamp Thing (odc. 4, 23, 28),
  - Mistrz Roju (odc. 25, 27),
  - Amazo (odc. 32),
  - Sinestro (odc. 38)
- Maksymilian Bogumił –
  - John Constantine (odc. 4, 7),
  - Kosmo-taksiarz (odc. 5, 26, 28, 32),
  - tata z rodziny Nuklearnych (odc. 6),
  - Klarion – chłopiec mag (odc. 13, 30),
  - odmłodzony Felix Faust (odc. 15)
- Adam Bauman –
  - Rath (odc. 4),
  - Jonas (odc. 5),
  - jeden z policjantów (odc. 7),
  - Mongul (odc. 8),
  - Zilius Zox (odc. 19),
  - żołnierz Roju (odc. 23),
  - Jonah Hex (odc. 26)
- Bożena Furczyk –
  - mama z rodziny Nuklearnych (odc. 6),
  - jedna z Amazonek (odc. 16)
- Marta Dobecka –
  - Sis (odc. 6),
  - Courtney Whitmore / Stargirl (odc. 18),
  - Killer Frost (odc. 20),
  - Harley Quinn (odc. 43)
- Jan Kulczycki – Solomon Grundy (odc. 7, 52)
- Wojciech Chorąży –
  - Swamp Thing (odc. 7),
  - Mr. Freeze (odc. 20)
- Jacek Kopczyński –
  - Brother Night (odc. 7, 14),
  - Felix Faust (odc. 15)
- Jarosław Domin – Joker (odc. 8, 33, 41, 44)
- Marcin Przybylski –
  - Flash (odc. 8, 32-33, 49, 52),
  - Mister Terrific / Michael Holt (odc. 34, 40)
- Zuzanna Galia – Barda (odc. 10)
- Joanna Pach-Żbikowska –
  - dziewczynka zbierająca słodycze (odc. 13),
  - Zatanna (odc. 13, 52),
  - Harley Quinn (odc. 23),
  - Kara / Supergirl (odc. 48, 50)
- Miłosz Konkel – mały John Constantine (odc. 13)
- Jeremi Czyż – mały Batman (odc. 13)
- Adam Pluciński – mały Dr Fate (odc. 13)
- Aleksandra Radwan –
  - Kirke (odc. 16),
  - Roxy Rocket (odc. 28),
  - Karen (odc. 33),
  - dziennikarka (odc. 39)
- Anna Wodzyńska –
  - Vixen (odc. 17),
  - Faora (odc. 18)
- Julia Kołakowska-Bytner –
  - Vixen (odc. 23),
  - Joker w przebraniu (odc. 45)
- Paulina Komenda –
  - Poison Ivy (odc. 23),
  - Courtney Whitmore / Stargirl (odc. 29-30, 43)
- Mieczysław Morański –
  - Pan Mxyzptlk (odc. 29, 47-48),
  - rektor uniwersytetu w Metropolis (odc. 34),
  - Mózg (odc. 40),
  - Pan Miracle (odc. 44),
  - Lobo (odc. 46)
- Antoni Scardina – Timmy (odc. 30)
- Paweł Szczesny – Sid Sharp (odc. 35)
- Brygida Turowska –
  - Babcia Goodness (odc. 35, 44-45),
  - Faora (odc. 37)
- Jakub Szydłowski – Hal Jordan / Zielona Latarnia (odc. 38)
- Tomasz Jarosz – Kalkulator (odc. 40)
- Wojciech Machnicki – Grodd (odc. 43)

i inni
Lektor: Andrzej Chudy

### Odcinki krótkometrażowe
Wystąpili:
- Tomasz Błasiak – Clark Kent / Superman
- Kamil Pruban – Bruce Wayne / Batman
- Rafał Fudalej –
  - Atom,
  - Cabbie (Taksiarz)
- Dariusz Odija –
  - Lobo,
  - Cyborg,
  - Metallo
- Maksymilian Michasiów –
  - Ronald Raymond / Firestorm,
  - Toyman (odc. 11),
  - Zilius Zox
- Mieczysław Morański –
  - Martin Stein,
  - Lex Luthor (odc. 5),
  - Mistrz Roju,
  - Pingwin
- Jan Aleksandrowicz-Krasko –
  - Deadshot,
  - Plastic Man
- Dorota Furtak-Masica – Poison Ivy
- Miriam Aleksandrowicz – Babcia Goodness
- Marta Dobecka – Courtney Whitmore / Stargirl
- Paweł Ciołkosz –
  - Mark Hamill,
  - Joker,
  - Trickster,
  - Swamp Thing,
  - Lex Luthor (odc. 15)
- Joanna Pach-Żbikowska – Lois Lane
- Waldemar Barwiński –
  - Zielona Strzała,
  - Felix Faust

i inni

## Spis odcinków
| Premiera odcinka        | N/o | Polski tytuł                                | Angielski tytuł                        |
| ----------------------- | --- | ------------------------------------------- | -------------------------------------- |
|                         |     |                                             |                                        |
| SERIA PIERWSZA          |     |                                             |                                        |
|                         |     |                                             |                                        |
| 12.02.2017              | 01  | Magia drąży skałę                           | Classic Rock                           |
|                         |     |                                             |                                        |
| 23.04.2017              | 02  | Suma wszystkich mocy                        | Power Outage                           |
|                         |     |                                             |                                        |
| 23.04.2017              | 03  | Noc nietoperza                              | Night of the Bat                       |
|                         |     |                                             |                                        |
| 23.04.2017              | 04  | Zamaskowany, zamaskowana                    | Abate and Switch                       |
|                         |     |                                             |                                        |
| 04.12.2016              | 05  | Taksówkarz, decydujące starcie              | Follow That Space Cab!                 |
|                         |     |                                             |                                        |
| 04.12.2016              | 06  | Wartości rodziny Nuklearnych                | Nuclear Family Values                  |
|                         |     |                                             |                                        |
| 04.12.2016              | 07  | Król zombie                                 | Zombie King                            |
|                         |     |                                             |                                        |
| 04.12.2016              | 08  | Galaktyczny żart                            | Galaxy Jest                            |
|                         |     |                                             |                                        |
| 22.01.2017              | 09  | Dawno temu w Gotham City                    | Time Share                             |
|                         |     |                                             |                                        |
| 11.12.2016              | 10  | Pod Czerwonym Słońcem                       | Under a Red Sun                        |
|                         |     |                                             |                                        |
| 22.01.2017              | 11  | Zagraj to jeszcze raz, Cyborgu              | Play Date                              |
|                         |     |                                             |                                        |
| 22.01.2017              | 12  | Odpych                                      | Repulse!                               |
|                         |     |                                             |                                        |
| 29.01.2017              | 13  | Hokus Psikus                                | Trick or Threat                        |
|                         |     |                                             |                                        |
| 11.12.2016              | 14  | Demon szybkości                             | Speed Demon                            |
|                         |     |                                             |                                        |
| 11.12.2016              | 15  | Bestia z kapelusza                          | Hat Trick                              |
|                         |     |                                             |                                        |
| 11.12.2016              | 16  | Luthor wśród nieśmiertelnych                | Luthor in Paradise                     |
|                         |     |                                             |                                        |
| 29.01.2017              | 17  | Plastic Man ratuje świat                    | Plastic Man Saves the World            |
|                         |     |                                             |                                        |
| 22.01.2017              | 18  | Wycieczka terenowa                          | Field Trip                             |
|                         |     |                                             |                                        |
| 18.12.2016              | 19  | Czerwone Latarnie wpadają w szał            | Rage of the Red Lanterns               |
|                         |     |                                             |                                        |
| 18.12.2016              | 20  | Ciepło-zimno                                | Freezer Burn                           |
|                         |     |                                             |                                        |
| 23.04.2017              | 21  | Podwójna zmyłka                             | Double Cross                           |
|                         |     |                                             |                                        |
| 29.01.2017              | 22  | Bitwa o zabutelkowane miasto                | Battle for the Bottled City            |
|                         |     |                                             |                                        |
| 30.04.2017              | 23  | Ogród zła                                   | Garden of Evil                         |
|                         |     |                                             |                                        |
| 30.04.2017              | 24  | Sprawy wewnętrzne                           | Inside Job                             |
|                         |     |                                             |                                        |
| 30.04.2017              | 25  | Kłopoty z prawdą                            | The Trouble with Truth                 |
|                         |     |                                             |                                        |
| 30.04.2017              | 26  | Wsiąść do pociągu międzygwiezdnego          | All Aboard the Space Train             |
|                         |     |                                             |                                        |
| 20.08.2017              | 27  | Poza czasem                                 | Time Out                               |
|                         |     |                                             |                                        |
| 20.08.2017              | 28  | Feralny kurs                                | The Fatal Fare                         |
|                         |     |                                             |                                        |
| 20.08.2017              | 29  | Zmiksowani                                  | Mxy’s Mix-up                           |
|                         |     |                                             |                                        |
| 20.08.2017              | 30  | Nieziemskie problemy wychowawcze            | Supernatural Adventures in Babysitting |
|                         |     |                                             |                                        |
| 27.08.2017              | 31  | Mądry Booster po szkodzie                   | Booster’s Gold                         |
|                         |     |                                             |                                        |
| 27.08.2017              | 32  | Wszystkiego najlepszego Bizarro             | Boo-ray For Bizarro                    |
|                         |     |                                             |                                        |
| 27.08.2017              | 33  | Najlepszy dzień w życiu                     | Best Day Ever                          |
|                         |     |                                             |                                        |
| 27.08.2017              | 34  | Kostka niezgody                             | The Cube Root                          |
|                         |     |                                             |                                        |
| 03.09.2017              | 35  | Sid Sharp, kumpel Supermana                 | Superman’s Pal, Sid Sharp              |
|                         |     |                                             |                                        |
| 03.09.2017              | 36  | Superman Czerwony kontra Superman Niebieski | Superman Red Vs Superman Blue          |
|                         |     |                                             |                                        |
| 03.09.2017              | 37  | Zdematerializowani                          | Phased and Confused                    |
|                         |     |                                             |                                        |
| 03.09.2017              | 38  | W pierścieniu lęku                          | The Ringer                             |
|                         |     |                                             |                                        |
| 10.09.2017              | 39  | Czy mnie jeszcze pamiętasz?                 | Forget Me Not                          |
|                         |     |                                             |                                        |
| 03.12.2017              | 40  | Mózgobranie                                 | The Brain Buster                       |
|                         |     |                                             |                                        |
| 03.12.2017              | 41  | E. Nigma, prywatny detektyw                 | E. Nigma, Consulting Detective         |
|                         |     |                                             |                                        |
| 03.12.2017              | 42  | Błąd systemu                                | System Error                           |
|                         |     |                                             |                                        |
| 03.12.2017              | 43  | Harley dostaje małpiego rozumu              | Harley Goes Ape!                       |
|                         |     |                                             |                                        |
| 10.12.2017              | 44  | Syn marnotrawny                             | It’ll Take a Miracle!                  |
|                         |     |                                             |                                        |
| 10.12.2017              | 45  | Wycieczka po wieży strażniczej              | Watchtower Tours                       |
|                         |     |                                             |                                        |
| 10.12.2017              | 46  | Gołymi rękami                               | Barehanded                             |
|                         |     |                                             |                                        |
| 10.12.2017              | 47  | Kapitan Wkrętka                             | Captain Bamboozle                      |
|                         |     |                                             |                                        |
| 17.12.2017              | 48  | Z kim przestajesz takim się stajesz         | Keeping Up With the Kryptonians        |
|                         |     |                                             |                                        |
| 17.12.2017              | 49  | Wyścig ze złem                              | Race Against Crime                     |
|                         |     |                                             |                                        |
| 17.12.2017              | 50  | Spuszczony ze smyczy                        | Unleashed                              |
|                         |     |                                             |                                        |
| 17.12.2017              | 51  | Kobieta w czerwieni                         | She Wore Red Velvet                    |
|                         |     |                                             |                                        |
| 24.12.2017              | 52  | Zwierzę imprezowe                           | Party Animal                           |
|                         |     |                                             |                                        |
| ODCINKI KRÓTKOMETRAŻOWE |     |                                             |                                        |
|                         |     |                                             |                                        |
| 09.09.2017 (YouTube)    | 01  | Rekrutacja                                  | Up And Atom!                           |
|                         |     |                                             |                                        |
| 15.09.2017 (YouTube)    | 02  | Bi-bip                                      | Beep Beep!                             |
|                         |     |                                             |                                        |
| 22.09.2017 (YouTube)    | 03  | Chemia                                      | Chemistry                              |
|                         |     |                                             |                                        |
| 29.09.2017 (YouTube)    | 04  | Dobry glina, bat-glina                      | Good Cop, Bat Cop                      |
|                         |     |                                             |                                        |
| 06.10.2017 (YouTube)    | 05  | Pułapka                                     | It’s A Trap!                           |
|                         |     |                                             |                                        |
| 13.10.2017 (YouTube)    | 06  | Lasso kłamstw                               | Lasso of Lies                          |
|                         |     |                                             |                                        |
| 20.10.2017 (YouTube)    | 07  | Miłe spędzanie czasu                        | Quality Time                           |
|                         |     |                                             |                                        |
| 27.10.2017 (YouTube)    | 08  | Ratunkowe selfie                            | Selfie Help!                           |
|                         |     |                                             |                                        |
| 03.11.2017 (YouTube)    | 09  | Poród w taksówce                            | Special Delivery                       |
|                         |     |                                             |                                        |
| 10.11.2017 (YouTube)    | 10  | To cudo potrafi wszystko!                   | Justice 1,2,3, Go!                     |
|                         |     |                                             |                                        |
| 17.11.2017 (YouTube)    | 11  | Bunt zabawek                                | Toymano a Mano                         |
|                         |     |                                             |                                        |
| 10.02.2018 (YouTube)    | 12  | Nówka-sztuka                                | Mint Condition                         |
|                         |     |                                             |                                        |
| 17.02.2018 (YouTube)    | 13  | Problem z kolorami                          | True Colors                            |
|                         |     |                                             |                                        |
| 24.02.2018 (YouTube)    | 14  | Porwanie celebryty                          | Missing the Mark                       |
|                         |     |                                             |                                        |
| 03.03.2018 (YouTube)    | 15  | Człowiek ze staloplasyki                    | Plastic Man of Steel                   |
|                         |     |                                             |                                        |
| 10.03.2018 (YouTube)    | 16  | Włos wisi w powietrzu                       | Something in the Hair                  |
|                         |     |                                             |                                        |
| 17.03.2018 (YouTube)    | 17  | Dyskretna zasadzka                          | Super Stakeout                         |
|                         |     |                                             |                                        |
| 24.03.2018 (YouTube)    | 18  | Nauka jazdy                                 | Driver’s Ed                            |
|                         |     |                                             |                                        |
| 31.03.2018 (YouTube)    | 19  | Porwany samolot                             | Skyjacked                              |
|                         |     |                                             |                                        |
| 07.04.2018 (YouTube)    | 20  | Boginie muszą być szalone                   | The Goddess Must Be Crazy              |
|                         |     |                                             |                                        |

## Emisja
Serial emitowany jest na stacji telewizyjnej Cartoon Network. Światowa premiera miała miejsce 26 października 2016 na brytyjskim Cartoon Network. Natomiast pierwsza emisja, w USA, odbyła się 16 grudnia 2016, a na polskich ekranach serial pojawił się 4 grudnia 2016. Emisja trwała od 2016, aż do 2018 roku, wliczając filmiki krótkometrażowe na serwisie YouTube.